# Ängelholms flygmuseum

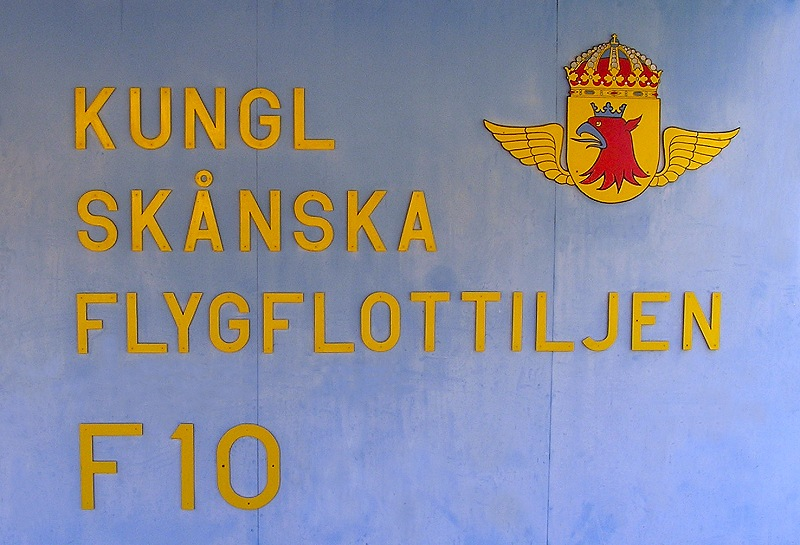
Skylt som tidigare var uppsatt vid flottiljvakten.

Ängelholms flygmuseum är ett museum beläget inne på Valhall Park, som är före detta Skånska flygflottiljens gamla flottiljområde vid Barkåkra.

## Allmänt
Museet har till syfte att visa Skånska flygflottiljens (F 10) historia, och är inrymt i den före detta 103. jaktflygdivisionens lokaler. Museet drivs av F 10 Kamratförening, vars ändamål är att sammanföra före detta F 10-personal och andra flygintresserade för att vidmakthålla kamratskap och hedra minnet av F 10 samt följa Flygvapnets utveckling.
På museet finns en mängd föremål med anknytning till F 10 utställda, till exempel uniformer, radarutrustning, motorer, fordon och flygplan. Man bevarar också rester från en av de Avro Lancaster som störtade i Skåne 1944 under andra världskriget. På museet finns också 2 flygsimulatorer, som kan provas av besökare.
I december 2010 erhöll museet en JAS 39A Gripen, vilken efter diverse arbeten ställdes ut till visning under våren 2011. Flygplansindividen, 39101, har använts vid olika tester hos Saab och har inte tjänstgjort på F 10 tidigare.

## Utställda kompletta flygplan
- J 22A
- J 28C Vampire
- Sk 61A
- Sk 50B
- Sk 60B
- J 29F Tunnan
- J 35J Draken
- AJSF 37 Viggen
- JAS 39A Gripen
- Helikopter 3B